# نورث بروك (إلينوي)
نورث بروك (بالإنجليزية: Northbrook)‏ هي قرية تقع في الولايات المتحدة في مقاطعة كوك، إلينوي. يقدر عدد سكانها بـ 33,170 نسمة .

## أعلام
- سكوت أدسيت
- جون بارك
- رالف ديفيس
- ريتشارد مارتيني
- نيك هاردي
- فريدريك أ. جيبس
- غاري دوناتلي